# 神戸県民センター

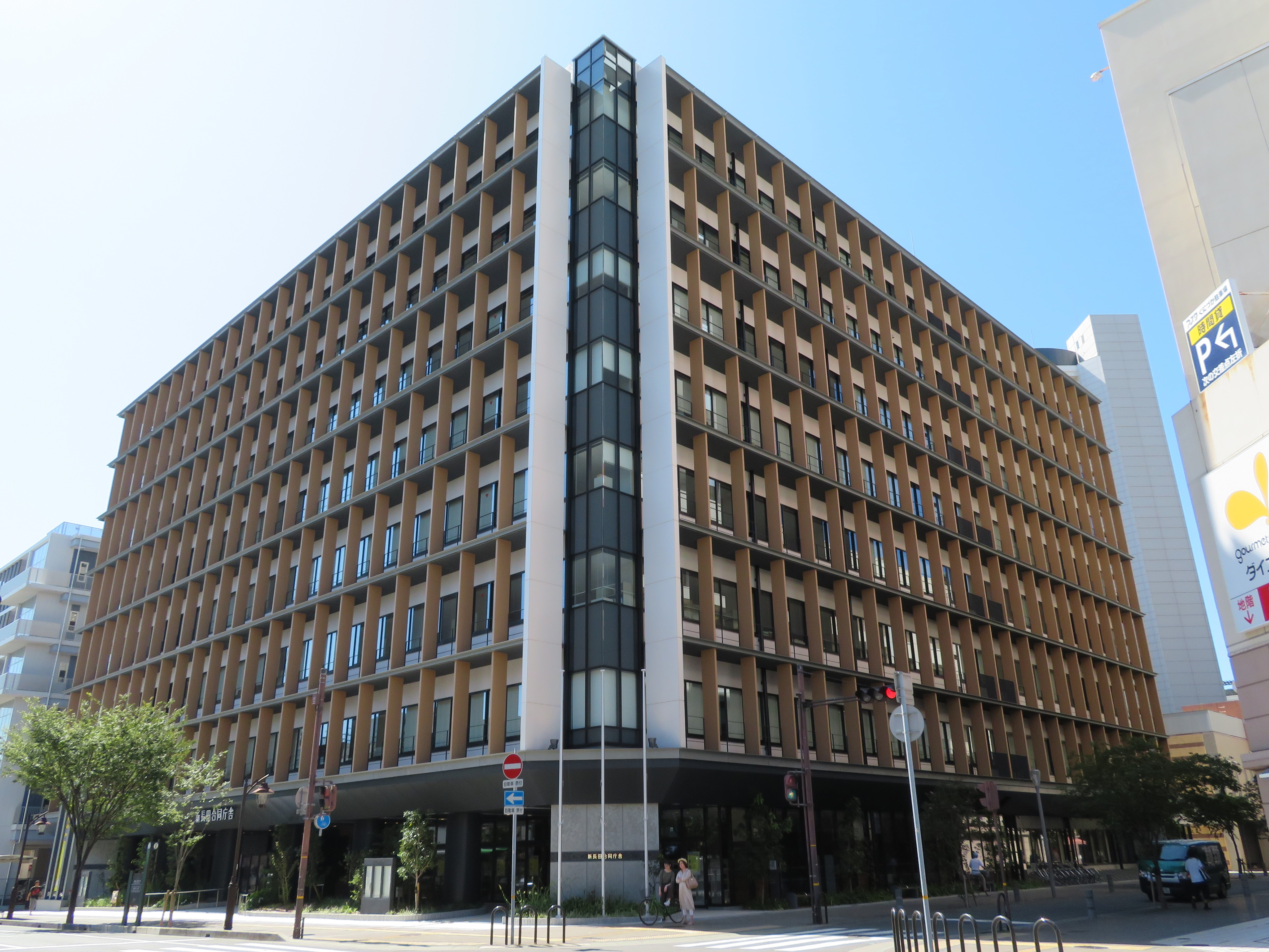
新長田合同庁舎

神戸県民センター（こうべけんみんセンター）は日本の都道府県の一つ、兵庫県が設置している出先機関である。県庁所在地である神戸市の全域を管轄する。
本局は2019年（令和元年）8月より神戸市長田区の新長田合同庁舎に置かれており、他に中央区の神戸総合庁舎、長田区の西神戸庁舎、西区の神戸農業改良普及センター庁舎が設置されている。
かつての本局だった神戸総合庁舎は、1980年（昭和55年）に葺合区と合併して中央区となるまで生田区の区役所として使用されていた庁舎を県が神戸市から買い上げたものである。

## 沿革

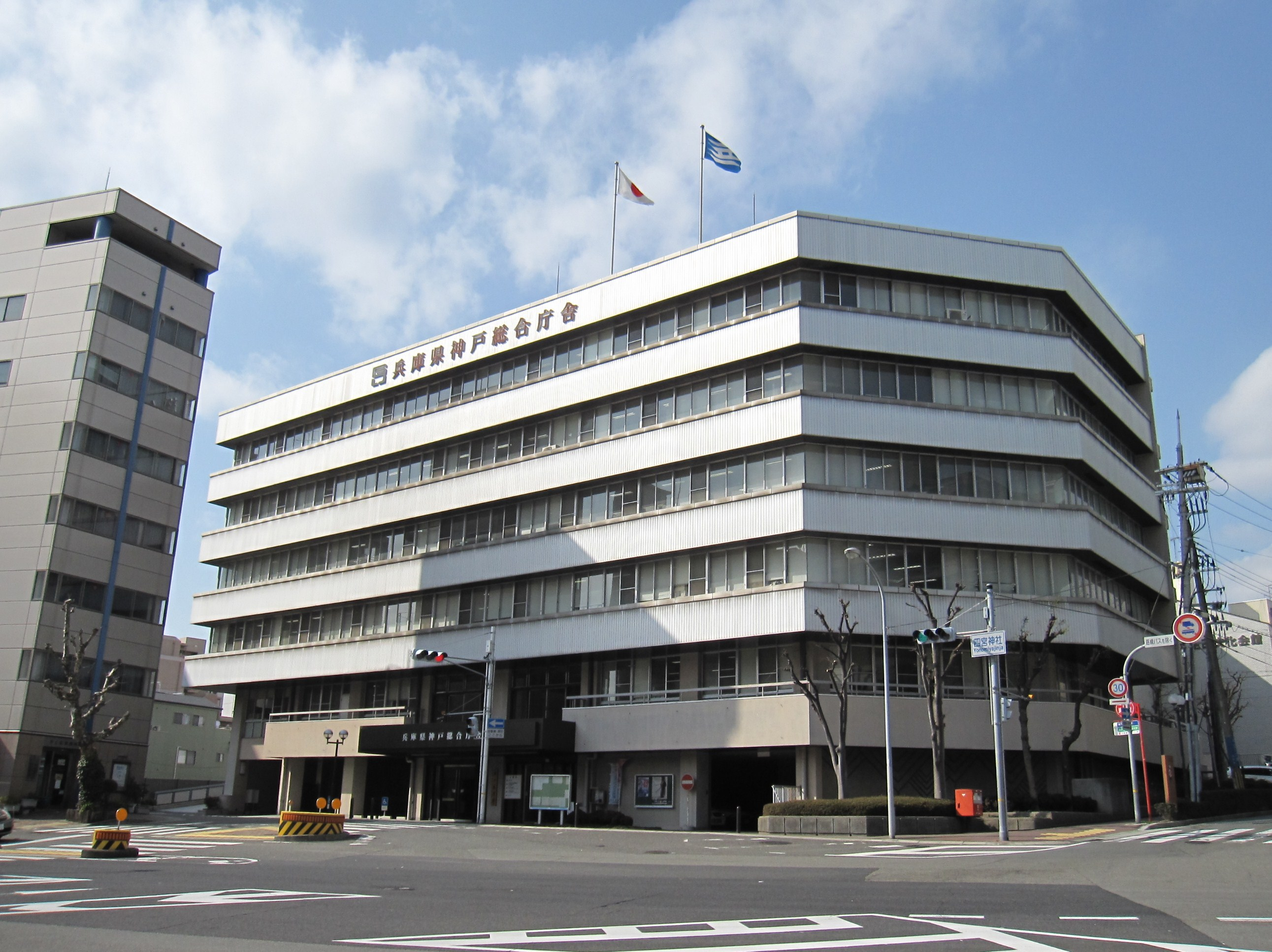
2001-2019年に本局が置かれた神戸総合庁舎（旧・神戸市生田区役所）

兵庫県では1942年（昭和17年）から旧郡役所に代わる地方組織として地方事務所を1もしくは2郡を編成単位として設置していたが、県庁所在地の神戸市は県庁の直轄とされ地方事務所が置かれなかった。
1971年（昭和46年）から1975年（昭和50年）にかけて阪神・東播磨・西播磨・但馬・丹波・淡路の各県民局が設置されるが、この際にも神戸市は本庁直轄とされ県民局の設置は見送られた。その後、2000年（平成12年）に県民局の数を6局から10局に増設する県民局設置条例の改正が行われ、2001年（平成13年）4月1日に神戸県民局が新設された。

### 県民センターへの改組
2013年（平成25年）、兵庫県は阪神南県民局（尼崎市）と中播磨県民局（姫路市）の2局について管内の中核市に大半の権限が移譲されていることを理由に廃止し、近接する県民局へ統合して8局体制とする再編案を発表した。しかし、県議会や両県民局の管轄区域に含まれる市町議会で廃止案に対する反発が相次ぎ、また「中核市である尼崎市・西宮市・姫路市以上に多くの権限が県から移譲されている神戸市を管轄する神戸県民局が廃止対象にならないのはおかしい」との批判を受けて神戸を含む3県民局の規模を縮小し「県民センター」に改組する方針へ修正され, 2014年（平成26年）4月1日に神戸県民センターが発足した。

## 組織

兵庫県県民局及び県民センターの管轄区域図。点線は旧・摂津国、丹波国、播磨国、但馬国、淡路国、備前国、美作国の国境（幕末期）。

### 新長田合同庁舎
- 県民交流室 - 県民局時代の総務室・県民室・交流連携参事を一本化。
- 神戸県税事務所 - 神戸・西神戸に分かれていた事務所を統一。

### 神戸総合庁舎
- 神戸農林振興事務所 - 県民局時代に管轄していた水産業務は東播磨県民局加古川農林水産振興事務所に移譲。
  - 神戸土地改良センター
  - 六甲治山事務所

### 西神戸庁舎
- 神戸土木事務所 - 県民センターへの改組時に廃止されて本庁県土整備部の直轄となっていたが[5]、新長田合同庁舎への移転後に再設置。

### 神戸農業改良普及センター庁舎
- 神戸農業改良普及センター

姫路家畜保健衛生所神戸分室を併設。

## 所在地・交通アクセス
新長田合同庁舎
- 兵庫県神戸市長田区二葉町5-1-32 郵便番号 653-0042

神戸総合庁舎
- 兵庫県神戸市中央区中山手通6-1-1 郵便番号 650-0004

神戸市営地下鉄西神・山手線県庁前駅より北東へ徒歩5分、四宮神社向かい。東へ160メートルほどの所に兵庫県庁舎がある。
西神戸庁舎
- 兵庫県神戸市長田区浪松町3-2-5 郵便番号 653-0055

神戸農業改良普及センター庁舎
- 兵庫県神戸市西区神出町小束野30-19 郵便番号 651-2304